# Classic Sud Ardèche 2014
La 14e édition de la Classic Sud Ardèche a eu lieu le 1er mars 2014. La course fait partie du calendrier UCI Europe Tour 2014 en catégorie 1.1.
La course a été remportée lors d'un sprint de quatorze coureurs par le Français Florian Vachon (Bretagne-Séché Environnement) devant le Polonais Michał Gołaś (Omega Pharma-Quick Step) et le Belge Philippe Gilbert (BMC Racing).

## Présentation

### Équipes
Classée en catégorie 1.1 de l'UCI Europe Tour, la Classic Sud Ardèche est par conséquent ouverte aux UCI ProTeams dans la limite de 50 % des équipes participantes, aux équipes continentales professionnelles, aux équipes continentales et aux équipes nationales.
L'organisateur a communiqué la liste des équipes invitées le 17 décembre 2013. Vingt équipes participent à cette Classic Sud Ardèche - huit ProTeams, sept équipes continentales professionnelles et cinq équipes continentales :
| UCI ProTeams            | UCI ProTeams | UCI ProTeams |
| Nom de l'équipe         | Pays         | Code         |
| ----------------------- | ------------ | ------------ |
| AG2R La Mondiale        | France       | ALM          |
| Belkin                  | Pays-Bas     | BEL          |
| BMC Racing              | États-Unis   | BMC          |
| Europcar                | France       | EUC          |
| FDJ.fr                  | France       | FDJ          |
| Giant-Shimano           | Pays-Bas     | GIA          |
| Omega Pharma-Quick Step | Belgique     | OPQ          |
| Trek Factory Racing     | États-Unis   | TFR          |

| Équipes continentales professionnelles | Équipes continentales professionnelles | Équipes continentales professionnelles |
| Nom de l'équipe                        | Pays                                   | Code                                   |
| -------------------------------------- | -------------------------------------- | -------------------------------------- |
| Androni Giocattoli-Venezuela           | Italie                                 | AND                                    |
| Bretagne-Séché Environnement           | France                                 | BSE                                    |
| Caja Rural-Seguros RGA                 | Espagne                                | CJR                                    |
| Cofidis                                | France                                 | COF                                    |
| Topsport Vlaanderen-Baloise            | Belgique                               | TSV                                    |
| UnitedHealthcare                       | États-Unis                             | UHC                                    |
| Wanty-Groupe Gobert                    | Belgique                               | WGG                                    |

| Équipes continentales | Équipes continentales | Équipes continentales |
| Nom de l'équipe       | Pays                  | Code                  |
| --------------------- | --------------------- | --------------------- |
| BigMat-Auber 93       | France                | BIG                   |
| La Pomme Marseille 13 | France                | LPM                   |
| Rabobank Development  | Pays-Bas              | RDT                   |
| Verandas Willems      | Belgique              | WIL                   |
| Wallonie-Bruxelles    | Belgique              | WBC                   |

## Classement final
|    | Coureur          | Pays     | Équipe                       |    | Temps           |
| -- | ---------------- | -------- | ---------------------------- | -- | --------------- |
| 1  | Florian Vachon   | France   | Bretagne-Séché Environnement | en | 5 h 14 min 35 s |
| 2  | Michał Gołaś     | Pologne  | Omega Pharma-Quick Step      | +  | m.t             |
| 3  | Philippe Gilbert | Belgique | BMC Racing                   |    | m.t             |
| 4  | Romain Bardet    | France   | AG2R La Mondiale             |    | m.t             |
| 5  | Rémy Di Grégorio | France   | La Pomme Marseille 13        |    | m.t             |
| 6  | Cyril Gautier    | France   | Europcar                     |    | m.t             |
| 7  | Jonathan Hivert  | France   | Belkin                       |    | m.t             |
| 8  | Julián Arredondo | Colombie | Trek Factory Racing          |    | m.t             |
| 9  | Gianni Meersman  | Belgique | Omega Pharma-Quick Step      |    | m.t             |
| 10 | Pieter Serry     | Belgique | Omega Pharma-Quick Step      |    | m.t             |

## Liste des participants
- Liste de départ complète

| Légende | Légende                                                                    | Légende | Légende                                                    |
| ------- | -------------------------------------------------------------------------- | ------- | ---------------------------------------------------------- |
| Num     | Dossard de départ porté par le coureur sur cette Classic Sud Ardèche       | Pos     | Position à l'arrivée de la course                          |
|         | Indique un maillot de champion national ou mondial, suivi de sa spécialité | NP      | Indique un coureur qui n'a pas pris le départ de la course |
| AB      | Indique un coureur qui n'a pas terminé la course                           | HD      | Indique un coureur qui a terminé la course hors des délais |

| BigMat-Auber 93 BIG | BigMat-Auber 93 BIG       | BigMat-Auber 93 BIG |
| ------------------- | ------------------------- | ------------------- |
| Num                 | Coureur                   | Pos                 |
| 1                   | Frédéric Brun (FRA)       | AB                  |
| 2                   | Flavien Dassonville (FRA) | AB                  |
| 3                   | Alo Jakin (EST)           | AB                  |
| 4                   | Pierre Gouault (FRA)      | 104e                |
| 5                   | Dimitri Le Boulch (FRA)   | 94e                 |
| 6                   | Steven Tronet (FRA)       | AB                  |
| 7                   | Stéphane Rossetto (FRA)   | AB                  |
| 8                   | Théo Vimpère (FRA)        | AB                  |

| FDJ.fr FDJ | FDJ.fr FDJ                    | FDJ.fr FDJ |
| ---------- | ----------------------------- | ---------- |
| Num        | Coureur                       | Pos        |
| 11         | Arnaud Courteille (FRA)       | 116e       |
| 12         | Pierrick Fédrigo (FRA)        | 24e        |
| 13         | Arnold Jeannesson (FRA)       | 25e        |
| 14         | Laurent Mangel (FRA)          | AB         |
| 15         |                               |            |
| 16         | Jérémy Roy (FRA)              | 118e       |
| 17         | Jussi Veikkanen (FIN) (Route) | 115e       |
| 18         | Arthur Vichot (FRA) (Route)   | 21e        |

| AG2R La Mondiale ALM | AG2R La Mondiale ALM         | AG2R La Mondiale ALM |
| -------------------- | ---------------------------- | -------------------- |
| Num                  | Coureur                      | Pos                  |
| 21                   | Romain Bardet (FRA)          | 4e                   |
| 22                   | Guillaume Bonnafond (FRA)    | 60e                  |
| 23                   | Mikaël Cherel (FRA)          | 18e                  |
| 24                   | Hubert Dupont (FRA)          | 34e                  |
| 25                   | Ben Gastauer (LUX)           | 59e                  |
| 26                   | Blel Kadri (FRA)             | 58e                  |
| 27                   | Jean-Christophe Péraud (FRA) | 17e                  |
| 28                   | Alexis Vuillermoz (FRA)      | 23e                  |

| Europcar EUC | Europcar EUC              | Europcar EUC |
| ------------ | ------------------------- | ------------ |
| Num          | Coureur                   | Pos          |
| 31           | Romain Sicard (FRA)       | 64e          |
| 32           | Giovanni Bernaudeau (FRA) | 95e          |
| 33           | Cyril Gautier (FRA)       | 6e           |
| 34           | Kévin Réza (FRA)          | 114e         |
| 35           | Maxime Méderel (FRA)      | 87e          |
| 36           | Bryan Nauleau (FRA)       | 113e         |
| 37           | Pierre Rolland (FRA)      | 35e          |
| 38           | Thomas Voeckler (FRA)     | 36e          |

| Giant-Shimano GIA | Giant-Shimano GIA         | Giant-Shimano GIA |
| ----------------- | ------------------------- | ----------------- |
| Num               | Coureur                   | Pos               |
| 41                | Warren Barguil (FRA)      | 16e               |
| 42                | Lawson Craddock (USA)     | 98e               |
| 43                | Thomas Damuseau (FRA)     | 117e              |
| 44                | Johannes Fröhlinger (GER) | 75e               |
| 45                | Chad Haga (USA)           | 99e               |
| 46                | Thierry Hupond (FRA)      | 80e               |
| 47                | Ji Cheng (CHN)            | AB                |
| 48                | Thomas Peterson (USA)     | 44e               |

| BMC Racing BMC | BMC Racing BMC          | BMC Racing BMC |
| -------------- | ----------------------- | -------------- |
| Num            | Coureur                 | Pos            |
| 51             | Samuel Sánchez (ESP)    | 39e            |
| 52             | Yannick Eijssen (BEL)   | 68e            |
| 53             | Philippe Gilbert (BEL)  | 3e             |
| 54             | Ben Hermans (BEL)       | 31e            |
| 55             | Amaël Moinard (FRA)     | 40e            |
| 56             | Cadel Evans (AUS)       | 107e           |
| 57             | Peter Stetina (USA)     | 119e           |
| 58             | Lawrence Warbasse (USA) | 53e            |

| Omega Pharma-Quick Step OPQ | Omega Pharma-Quick Step OPQ | Omega Pharma-Quick Step OPQ |
| --------------------------- | --------------------------- | --------------------------- |
| Num                         | Coureur                     | Pos                         |
| 61                          | Julian Alaphilippe (FRA)    | AB                          |
| 62                          | Jan Bakelants (BEL)         | 41e                         |
| 63                          | Gianluca Brambilla (ITA)    | 32e                         |
| 64                          | Michał Gołaś (POL)          | 2e                          |
| 65                          | Gianni Meersman (BEL)       | 9e                          |
| 66                          | Serge Pauwels (BEL)         | 63e                         |
| 67                          | Pieter Serry (BEL)          | 10e                         |
| 68                          | Carlos Verona (ESP)         | 105e                        |

| Trek Factory Racing TFR | Trek Factory Racing TFR      | Trek Factory Racing TFR |
| ----------------------- | ---------------------------- | ----------------------- |
| Num                     | Coureur                      | Pos                     |
| 71                      | Eugenio Alafaci (ITA)        | 112e                    |
| 72                      | Julián Arredondo (COL)       | 8e                      |
| 73                      | Fumiyuki Beppu (JPN)         | 78e                     |
| 74                      | Fabio Felline (ITA)          | 12e                     |
| 75                      | Fabio Silvestre (POR)        | 103e                    |
| 76                      | Jasper Stuyven (BEL)         | 97e                     |
| 77                      | Calvin Watson (AUS)          | 76e                     |
| 78                      | Riccardo Zoidl (AUT) (Route) | 30e                     |

| Belkin BEL | Belkin BEL               | Belkin BEL |
| ---------- | ------------------------ | ---------- |
| Num        | Coureur                  | Pos        |
| 81         | Stef Clement (NED)       | 52e        |
| 82         | Laurens ten Dam (NED)    | 74e        |
| 83         | Marc Goos (NED)          | 56e        |
| 84         | Jonathan Hivert (FRA)    | 7e         |
| 85         | Nick van der Lijke (NED) | 121e       |
| 86         | Paul Martens (GER)       | AB         |
| 87         | Martijn Keizer (NED)     | 42e        |
| 88         |                          |            |

| Cofidis COF | Cofidis COF                 | Cofidis COF |
| ----------- | --------------------------- | ----------- |
| Num         | Coureur                     | Pos         |
| 91          | Jérémy Bescond (FRA)        | 108e        |
| 92          | Nicolas Edet (FRA)          | 129e        |
| 93          | Romain Lemarchand (FRA)     | 124e        |
| 94          | Christophe Le Mével (FRA)   | 57e         |
| 95          | Guillaume Levarlet (FRA)    | 122e        |
| 96          | Rudy Molard (FRA)           | 22e         |
| 97          | Julien Simon (FRA)          | 11e         |
| 98          | Rein Taaramäe (EST) (Route) | 82e         |

| Bretagne-Séché Environnement BSE | Bretagne-Séché Environnement BSE | Bretagne-Séché Environnement BSE |
| -------------------------------- | -------------------------------- | -------------------------------- |
| Num                              | Coureur                          | Pos                              |
| 101                              | Florian Vachon (FRA)             | 1er                              |
| 102                              | Romain Feillu (FRA)              | 111e                             |
| 103                              | Brice Feillu (FRA)               | 73e                              |
| 104                              | Armindo Fonseca (FRA)            | 38e                              |
| 105                              | Arnaud Gérard (FRA)              | 72e                              |
| 106                              | Florian Guillou (FRA)            | 27e                              |
| 107                              | Vegard Stake Laengen (NOR)       | 67e                              |
| 108                              | Eduardo Sepúlveda (ARG)          | 37e                              |

| Androni Giocattoli-Venezuela AND | Androni Giocattoli-Venezuela AND | Androni Giocattoli-Venezuela AND |
| -------------------------------- | -------------------------------- | -------------------------------- |
| Num                              | Coureur                          | Pos                              |
| 111                              | Johnny Hoogerland (NED) (Route)  | 123e                             |
| 112                              | Franco Pellizotti (ITA)          | 33e                              |
| 113                              | Matteo Di Serafino (ITA)         | 130e                             |
| 114                              | Emanuele Sella (ITA)             | AB                               |
| 115                              |                                  |                                  |
| 116                              | Diego Rosa (ITA)                 | 56e                              |
| 117                              |                                  |                                  |
| 118                              |                                  |                                  |

| Wanty-Groupe Gobert WGG | Wanty-Groupe Gobert WGG  | Wanty-Groupe Gobert WGG |
| ----------------------- | ------------------------ | ----------------------- |
| Num                     | Coureur                  | Pos                     |
| 121                     | Jérôme Baugnies (BEL)    | 101e                    |
| 122                     | Thomas Degand (BEL)      | 62e                     |
| 123                     | Jérôme Gilbert (BEL)     | AB                      |
| 124                     | Francis De Greef (BEL)   | 26e                     |
| 125                     | Michel Kreder (NED)      | 69e                     |
| 126                     | Marco Minnaard (NED)     | 51e                     |
| 127                     | Kevin Seeldraeyers (BEL) | AB                      |
| 128                     | Nico Sijmens (BEL)       | AB                      |

| Caja Rural-Seguros RGA CJR | Caja Rural-Seguros RGA CJR | Caja Rural-Seguros RGA CJR |
| -------------------------- | -------------------------- | -------------------------- |
| Num                        | Coureur                    | Pos                        |
| 131                        | Peio Bilbao (ESP)          | 71e                        |
| 132                        | Omar Fraile (ESP)          | 28e                        |
| 133                        | Amets Txurruka (ESP)       | 20e                        |
| 134                        | Ángel Madrazo (ESP)        | 85e                        |
| 135                        | Heiner Parra (COL)         | 19e                        |
| 136                        | Fernando Grijalba (ESP)    | 54e                        |
| 137                        | Fabricio Ferrari (URU)     | 66e                        |
| 138                        | Marcos García (ESP)        | 29e                        |

| UnitedHealthcare UHC | UnitedHealthcare UHC     | UnitedHealthcare UHC |
| -------------------- | ------------------------ | -------------------- |
| Num                  | Coureur                  | Pos                  |
| 141                  | Alessandro Bazzana (ITA) | 91e                  |
| 142                  | Benjamin Day (AUS)       | AB                   |
| 143                  | Marc de Maar (NED)       | 47e                  |
| 144                  | Lucas Euser (USA)        | 90e                  |
| 145                  | Davide Frattini (ITA)    | AB                   |
| 146                  | Christopher Jones (USA)  | 48e                  |
| 147                  | Martijn Maaskant (NED)   | 110e                 |
| 148                  | Kiel Reijnen (USA)       | 43e                  |

| Topsport Vlaanderen-Baloise TSV | Topsport Vlaanderen-Baloise TSV | Topsport Vlaanderen-Baloise TSV |
| ------------------------------- | ------------------------------- | ------------------------------- |
| Num                             | Coureur                         | Pos                             |
| 151                             | Gijs Van Hoecke (BEL)           | 109e                            |
| 152                             | Kevin De Jonghe (BEL)           | AB                              |
| 153                             | Eliot Lietaer (BEL)             | 65e                             |
| 154                             | Jarl Salomein (BEL)             | 79e                             |
| 155                             | Arthur Vanoverberghe (BEL)      | 120e                            |
| 156                             | Sander Helven (BEL)             | 92e                             |
| 157                             | Thomas Sprengers (BEL)          | 93e                             |
| 158                             | Preben Van Hecke (BEL)          | 125e                            |

| La Pomme Marseille 13 LPM | La Pomme Marseille 13 LPM | La Pomme Marseille 13 LPM |
| ------------------------- | ------------------------- | ------------------------- |
| Num                       | Coureur                   | Pos                       |
| 161                       | Julien Antomarchi (FRA)   | 127e                      |
| 162                       | Antoine Lavieu (FRA)      | 50e                       |
| 163                       | José Gonçalves (POR)      | 126e                      |
| 164                       | Domingos Gonçalves (POR)  | 13e                       |
| 165                       | Thomas Vaubourzeix (FRA)  | 70e                       |
| 166                       | Julien El Fares (FRA)     | 86e                       |
| 167                       | Grégoire Tarride (FRA)    | AB                        |
| 168                       | Rémy Di Grégorio (FRA)    | 5e                        |

| Rabobank Development RDT | Rabobank Development RDT | Rabobank Development RDT |
| ------------------------ | ------------------------ | ------------------------ |
| Num                      | Coureur                  | Pos                      |
| 171                      | Timo Roosen (NED)        | 45e                      |
| 172                      | Piotr Havik (NED)        | 46e                      |
| 173                      | Lennard Hofstede (NED)   | 100e                     |
| 174                      | Merijn Korevaar (NED)    | 83e                      |
| 175                      | Bert-Jan Lindeman (NED)  | 14e                      |
| 176                      | Sam Oomen (NED)          | 88e                      |
| 177                      | Ivar Slik (NED)          | AB                       |
| 178                      | Martijn Tusveld (NED)    | AB                       |

| Wallonie-Bruxelles WBC | Wallonie-Bruxelles WBC   | Wallonie-Bruxelles WBC |
| ---------------------- | ------------------------ | ---------------------- |
| Num                    | Coureur                  | Pos                    |
| 181                    | Maxime Anciaux (BEL)     | 106e                   |
| 182                    | Quentin Bertholet (BEL)  | 128e                   |
| 183                    | Jonathan Dufrasne (BEL)  | 96e                    |
| 184                    | Christophe Prémont (BEL) | 49e                    |
| 185                    | Sébastien Delfosse (BEL) | 15e                    |
| 186                    |                          |                        |
| 187                    | Laurent Évrard (BEL)     | 77e                    |
| 188                    |                          |                        |

| Verandas Willems WIL | Verandas Willems WIL    | Verandas Willems WIL |
| -------------------- | ----------------------- | -------------------- |
| Num                  | Coureur                 | Pos                  |
| 191                  | Gaëtan Bille (BEL)      | 84e                  |
| 192                  | Willem Wauters (BEL)    | 81e                  |
| 193                  | Louis Convens (BEL)     | AB                   |
| 194                  | Floris Smeyers (BEL)    | 89e                  |
| 195                  | Niels Vandyck (BEL)     | 61e                  |
| 196                  | Michael Goolaerts (BEL) | AB                   |
| 197                  | Walt De Winter (BEL)    | 102e                 |
| 198                  | Joren Touquet (BEL)     | AB                   |